# North Carolina Tar Heels (basquetebol feminino)
North Carolina Tar Heels é a equipe feminina de basquete intercolegial, da Universidade da Carolina do Norte.

## Títulos
- Campeonato de Basquetebol da NCAA: 1 título (1994)